# دد رینگرز
دد رینگرز (به انگلیسی: Dead Ringers) یک مینی‌سریال تلویزیونی آمریکایی در ژانر دلهره‌آور روان‌شناختی است که توسط آلیس بیرچ ساخته شده است. این فیلم بر اساس فیلمی به همین نام ساخته دیوید کراننبرگ در سال ۱۹۸۸ ساخته شده است که خود اقتباسی از رمان « دوقلوها» نوشته باری وود و جک گیسلند در سال ۱۹۷۷ است. 
این سریال در ۲۱ آوریل ۲۰۲۳ در آمازون پرایم ویدیو به نمایش درآمد  و در هشتاد و چهارمین مراسم در ژوئن 2024 برنده جایزه پیبادی شد. 

## بازیگران
- ریچل وایس در نقش بورلی و الیوت منتل، دوقلوهای متخصص زنان و زایمان . آنها نسخه‌های جنسیتیِ وارونه‌ی شخصیت‌هایی هستند که جرمی آیرونز در فیلم سال ۱۹۸۸ به تصویر کشیده است.
- بریتنه اولدفورد در نقش ژنیویو کوتارد، بازیگر و معشوقه بورلی
- پاپی لیو در نقش گرتا لیونگ، دستیار و خانه‌دار خانواده منتل
- جنیفر اهل در نقش ربکا پارکر، سرمایه‌گذار در مرکز زایمان و آزمایشگاه خانواده منتل
- مایکل چرنوس در نقش تام، دستیار آزمایشگاه الیوت